# Peter Snell
Peter George Snell (ur. 17 grudnia 1938 w Opunake, zm. 12 grudnia 2019 w Dallas) – nowozelandzki lekkoatleta, średniodystansowiec, trzykrotny mistrz olimpijski.

## Życiorys

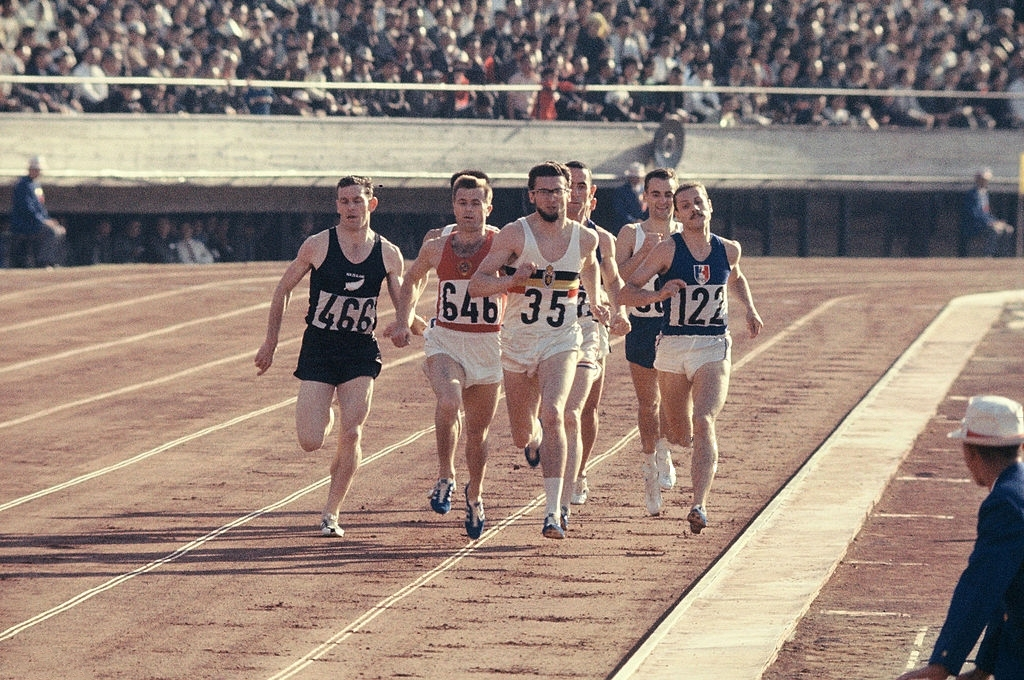
Półfinał biegu na 800 m w Tokio

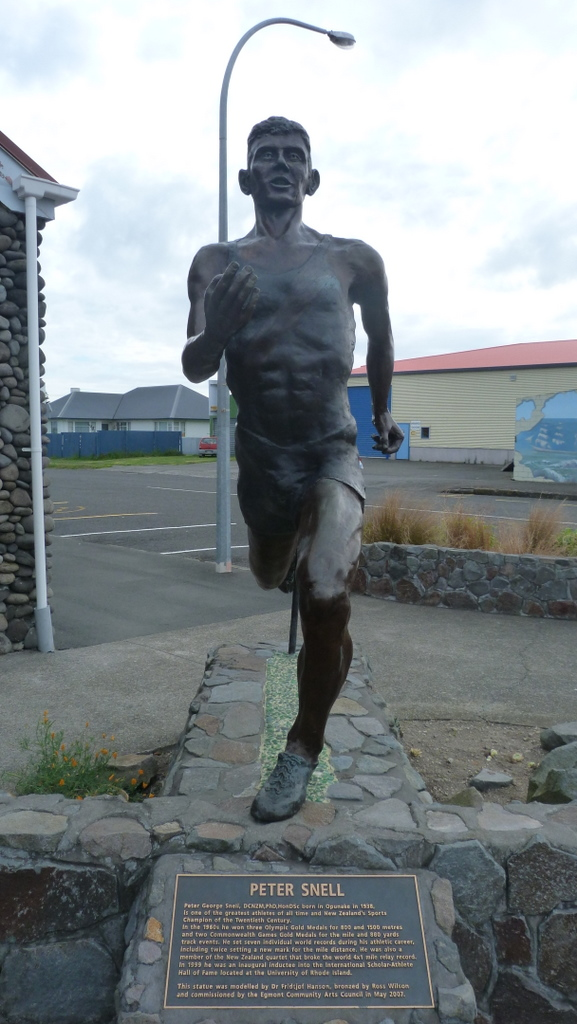
Pomnik Petera Snella
w Opunake

W 1949 rodzina Snellów przeniosła się do regionu Waikato. Peter w latach szkolnych był wszechstronnym sportowcem. Oprócz biegów lekkoatletycznych uprawiał także tenis, krykiet, rugby, badminton i golf. W wieku 19 lat skoncentrował się na bieganiu za namową trenera Artura Lydiarda.
Nie będąc zawodnikiem znanym z międzynarodowych sukcesów zdobył złoty medal w biegu na 800 metrów na igrzyskach olimpijskich w 1960 w Rzymie bijąc dotychczasowy rekord olimpijski czasem 1:46,3 s. W 1962 w Christchurch ustanowił rekord świata na tym dystansie wynikiem 1:44,3 s. W tym samym biegu poprawił rekord świata na 880 jardów. Rekord na 800 metrów przetrwał aż do 1973, a na 880 jardów do 1966. Snell zdobył złote medale w biegu na 880 jardów i w biegu na milę podczas Igrzysk Imperium Brytyjskiego i Wspólnoty Brytyjskiej w Perth. W 1963 otrzymał Order Imperium Brytyjskiego.
Dokonał niezwykłego wyczynu, zwyciężając podczas igrzysk olimpijskich w 1964 w Tokio zarówno w biegu na 800 metrów, jak i na 1500 metrów. Poprzednio na igrzyskach olimpijskich udało się to Albertowi Hillowi na igrzyskach w 1920 w Antwerpii. Po 1964 dopiero Rashid Ramzi wygrał na obu dystansach na zawodach najwyższej rangi na mistrzostwach świata w 2005 w Helsinkach.
Snell był pięciokrotnym rekordzistą świata indywidualnie i raz w sztafecie. Jego rekord na 800 m (1:44,3 s. w 1962 r.) jest ciągle (grudzień 2021) rekordem Nowej Zelandii.
Zakończył wyczynowe uprawianie lekkiej atletyki w 1965 w wieku 26 lat. W 1971 wyjechał do Stanów Zjednoczonych w celu odbycia studiów i tam pozostał. Uzyskał doktorat z medycyny sportowej. Zajmował się praca naukową. Uprawiał także biegi na orientację, osiągając w tej dyscyplinie sukcesy w kategorii weteranów.

## Rekordy życiowe
źródło:
- 800 m – 1:44,3 s. (1962)
- 1500 m – 3:37,6 s. (1964)